# Girolamo Furfaro
Girolamo Furfaro (Cittanova, 8 novembre 1870 – Cittanova, 15 settembre 1958) è stato un artista italiano.
Artista poliedrico effettuò un viaggio negli Stati Uniti per studiare le tecnologie necessarie alla propria Fabbrica di lavori in cemento a Cittanova.

## Biografia
Architettura e scultura furono i suoi interessi artistici principali. La cura dedicata ai pregevoli prodotti in cemento della sua fabbrica, presentati all'Esposizione Campionaria Mondiale di Roma nel 1925, gli valse la Medaglia d'Oro e la Croce di Gran Premio e, nel 1928, la Medaglia d'Oro confermativa e l'iscrizione del suo nome nell'Albo d'Oro d'Italia di Roma Pro Industria Scienze, Arte e Commercio. Notevole la villa progettata e realizzata per i conti Montalto in via Nazionale e la propria palazzina degli anni Venti in cemento armato in stile Liberty costruita a fianco.
Con il figlio Amedeo progettò ed eresse varie cappelle gentilizie nel Cimitero monumentale.